# Mellah de Marrakech
Le Mellah de Marrakech (hébreu : מלאח מרקש ; judéo-espagnol : Mellah de Marrakesh ; en arabe : ملاح مراكش), anciennement connu sous le nom de Hay Essalam est le quartier juif de la ville de Marrakech, au Maroc. C'est le deuxième plus ancien du genre dans le pays.

## Histoire
Bien que la ville de Marrakech ait été fondée par les Almoravides en 1060, des juifs se sont installés à 40 km et il n'y a pas de présence juive enregistrée dans la ville jusqu'en 1232. Après la Reconquista et l' expulsion des juifs de la péninsule ibérique en 1492, les juifs ont commencé à arriver en grand nombre au Maroc, s'installant principalement dans les villes et se mêlant à la population juive locale. De nombreux mellahs ont été créés pour protéger les juifs sous leur statut de dhimmi. 

### Création en 1558
Le Mellah de Marrakech a été créé par décret du sultan Abdallah al-Ghalib de la dynastie saadienne en 1558, hors des murs du palais El Badi. Cela permit au sultan, comme à Fès par exemple, de séparer les Juifs du reste des habitants pour tenter de mieux les protéger du fanatisme de la population musulmane encouragée à l'époque par les Almohades, après notamment le massacre de la communauté juive de la ville, en 1232,.
Dans une étude de Colette Zytnicki, il est indiqué que le mellah de Marrakech fut construit en 1567, sous le règne du sultan saadien Abdallah el-Ghalib. Selon Michel Abitbol, Abdallah el-Ghalib a commencé à partir de 1557 à transférer les juifs de la ville dans ce quartier ceint de murailles, attenant à la kasbah du côté est, où résidaient aussi quelques chrétiens et hébergeant des émissaires européens, mais ce n'est qu'en 1639 qu'il fut, à l'instar de celui de Fès, nommé le Mellah. Terminé en 1662, alors entouré de murs, le mollah saadien occupait une surface de 18 hectares, auquel il faut ajouter les 8 hectares du cimetière.  Parallèlement, jusqu'à la fin du XVIe siècle, des juifs auraient aussi vécu en dehors.

### DuXVIeauXXesiècle
Au cours des XVIe et XVIIe siècles, le Mellah était l'une des principales zones commerciales de la ville et un quartier fortifié, avec ses portes fermées la nuit. « Du XVIe au XXe siècle, l’histoire du mellah de Marrakech reflète plus ou moins l’histoire des autres mellahs du Maroc : au gré des aléas économiques, des maladies et fléaux (peste entre autres), des troubles religieux (avec son lot d’exactions, d’exécutions, de pogroms, etc.), le mellah se développa ». En 1852-53 la construction d'une mosquée dans sa partie sud pour le quartier de Berrima, entraina l'extension du  mellah vers l'est et le remaniement de son plan pour obtenir ainsi le tracé actuel. Le cimetière du mellah ou "mihara" occupe toujours le même emplacement qu'à l'époque saadienne, avec de nombreuses tombes anciennes.
À la fin du XVIIIe siècle, Abraham Sumbel, un négociant bénéficiant de l’appui du sultan Mohammed ben Abdallah, et émigré en Allemagne, demande par testament qu’une rente annuelle soit prélevée sur l’usufruit des biens qu’il possède dans l'État, au profit des indigents du mellah de Marrakech. Elle leur est effectivement versée jusqu'en 1914 où le gouvernement français la suspend après le déclenchement de la Première Guerre mondiale.
En 1954, Elias Canetti, futur prix Nobel de littérature en 1981, fait un voyage à Marrakech. Il raconte dans Les Voix de Marrakech ses déambulations dans les quartiers de la ville, les bruits, les images et les voix qu'il a retenus. Il consacre un chapitre à la "visite dans le Mellah".
Le cœur du mellah était jadis la place des ferblantiers entourés des artisans d'autres corps de métiers comme bijoutiers, orfèvres ou tisserands, qui est à présent entièrement restaurée et attire les touristes,. Rebaptisé Essalam (« la paix », en arabe) dans les années 1990, il a repris début 2017 son nom originel El Mellah, sur instruction du roi Mohammed VI, pour « préserver la mémoire historique des lieux » et développer son tourisme.

Le mellah en 1929
Marchands de sel dans le mellah de Marrakech, 1929
Deux tourneurs juifs dans le mellah en 1929
Marché aux œufs dans le mellah en 1929

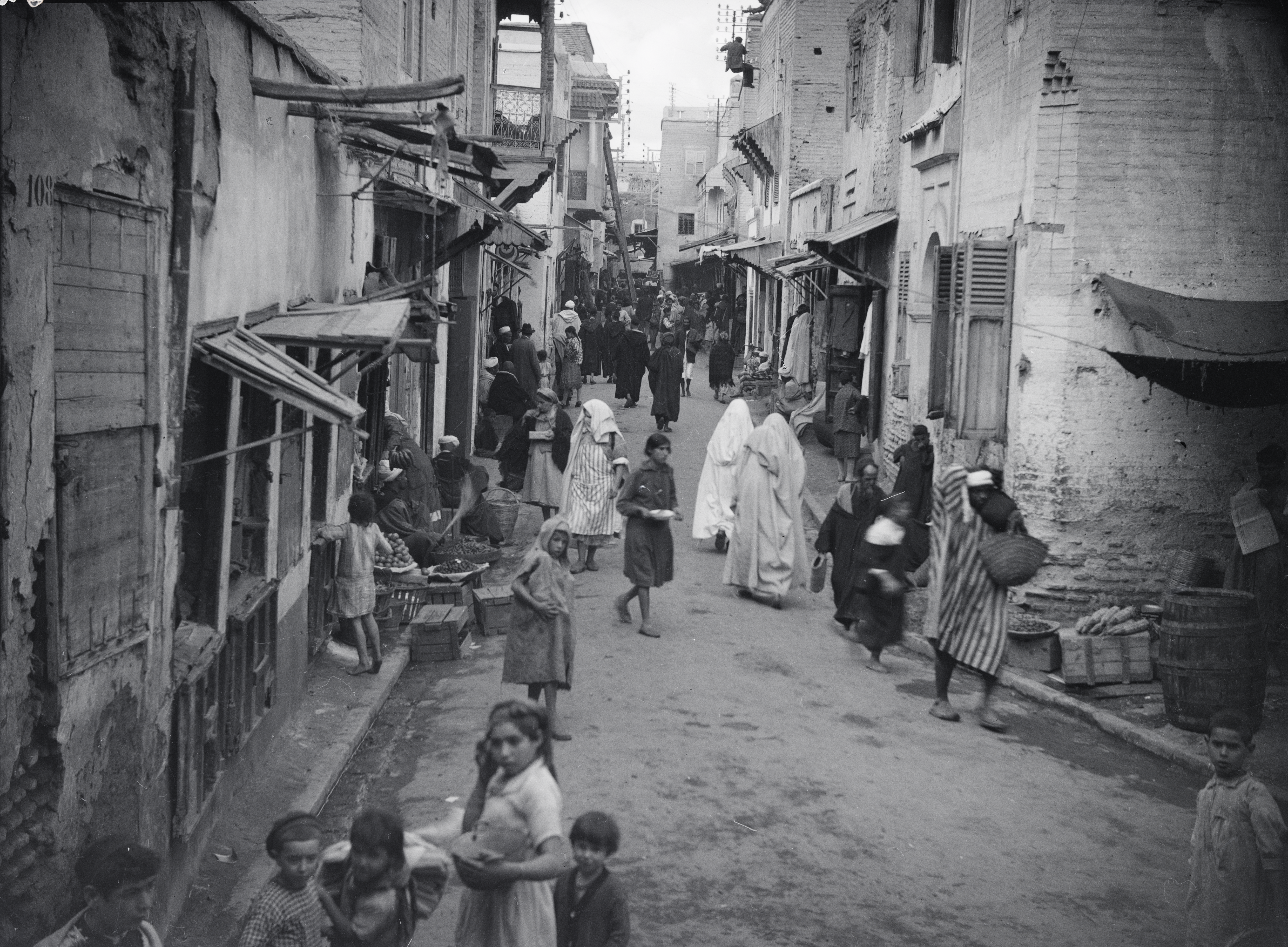
Le mellah entre 1930 et 1931

### Déclin
Le mellah est devenu surpeuplé en quelques années. On estime que plus de 40 000 personnes vivaient dans le mellah au sommet de sa population à la fin des années 1940, avant l'émigration de la communauté après l'indépendance d'Israël, la fin du protectorat français, et les guerres des Six Jours et du Yom Kippour. L'émigration s'est dirigée principalement vers Israël, la France et Montréal,. La population juive du mellah de Marrakech est aujourd'hui d'environ 200 habitants.
Elias Harrus  y créa un lycée agricole sous l'égide de l'Alliance Israélite Universelle dans le quartier de Djenane el Aafia qu'il dirigea de 1946 à 1960. 
D'environ 27 000 citadins juifs dans les années 1940, il demeure de nos jours quelques dizaines de Juifs dans le mellah qui peuvent y perpétuer leur mode de vie.

### Restauration
En 2016, le roi Mohamed VI a ordonné de restaurer les noms des rues liées à l'héritage juif de la ville, y compris le nom du quartier à "El Mellah", allouant plus de 20 millions de dollars américains pour la restauration de maisons, rues et synagogues, . En novembre de la même année, Zouheir Bahloul, un membre arabe de la Knesset pour le parti Union sioniste a demandé des fonds au gouvernement israélien pour soutenir une synagogue située dans le mellah, dans un geste inattendu pour le gouvernement israélien et la communauté juive de Maroc. Aujourd'hui, le mellah est l'une des attractions touristiques de la ville.

## Galerie

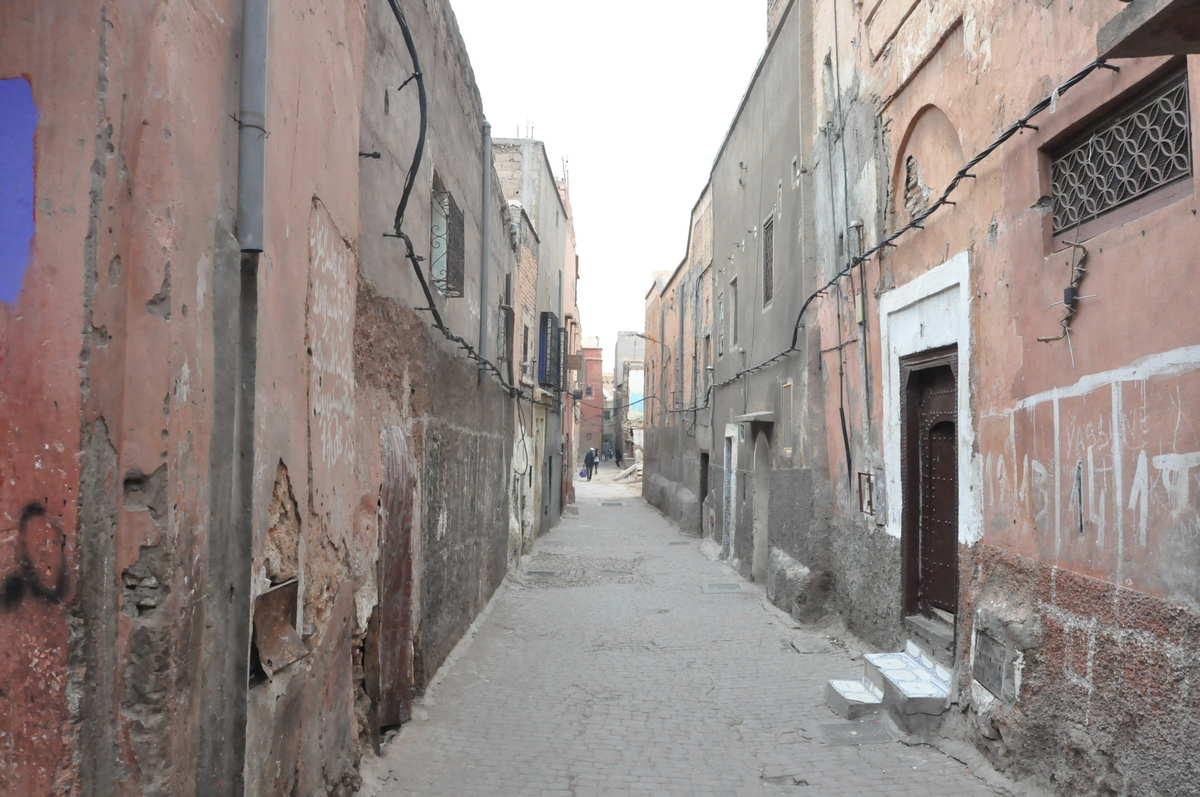
Ruelle du mellah en 2015
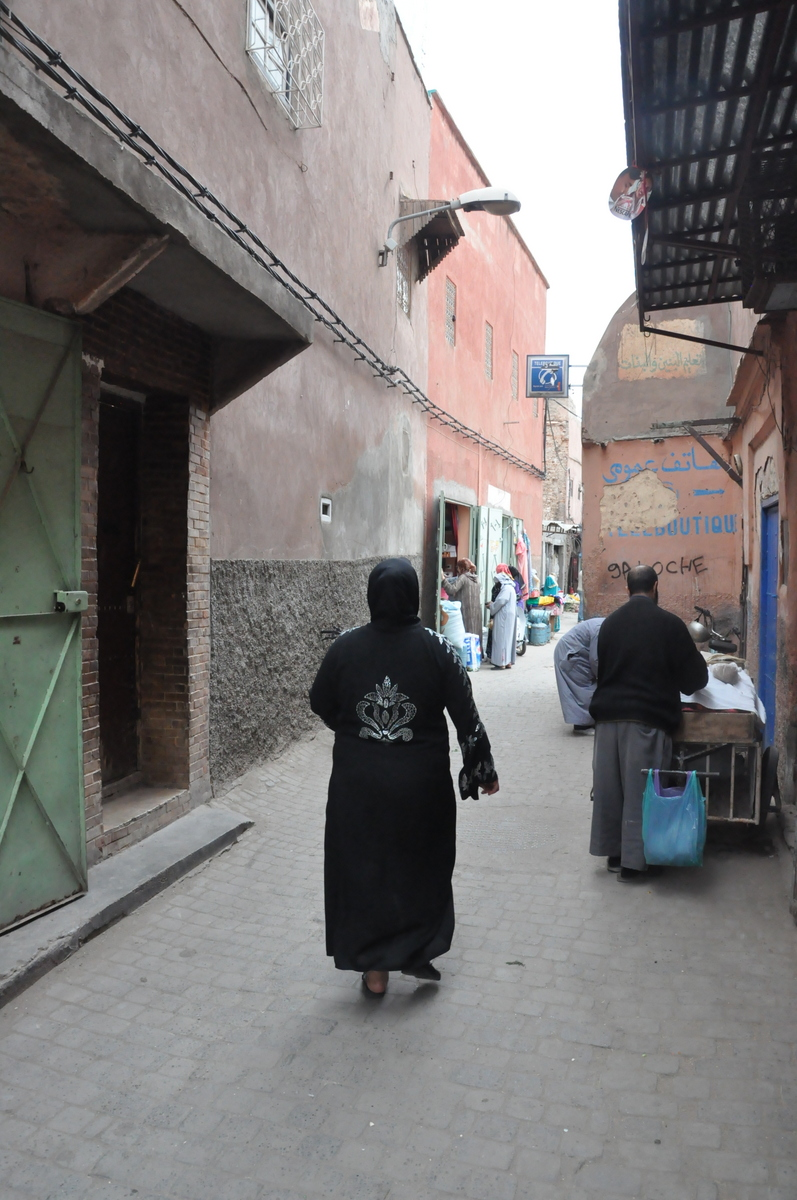
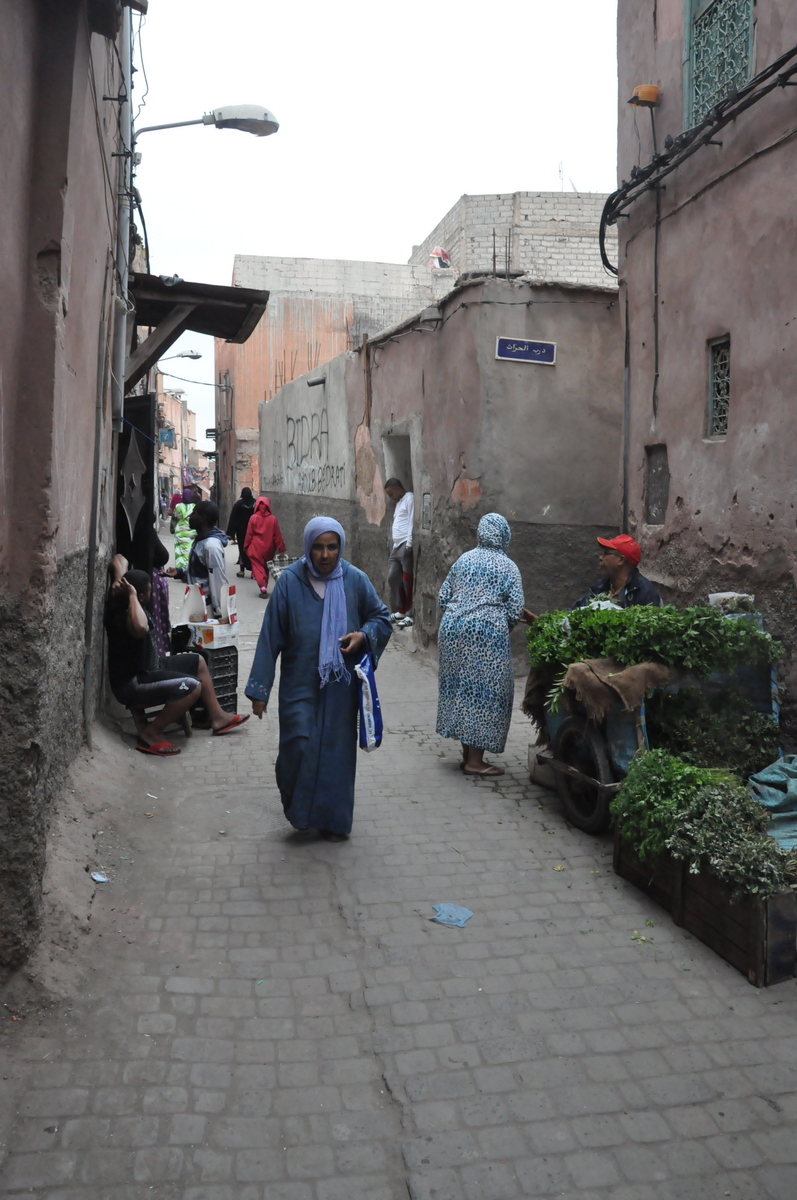
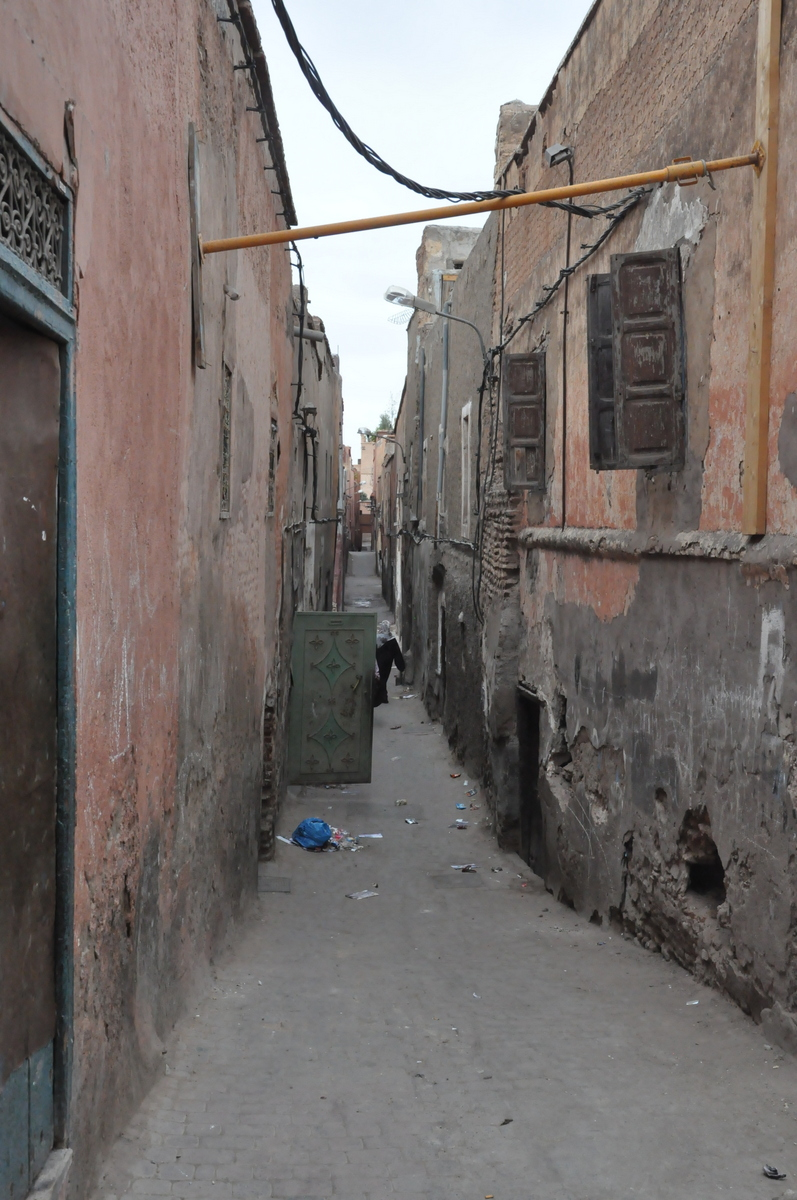
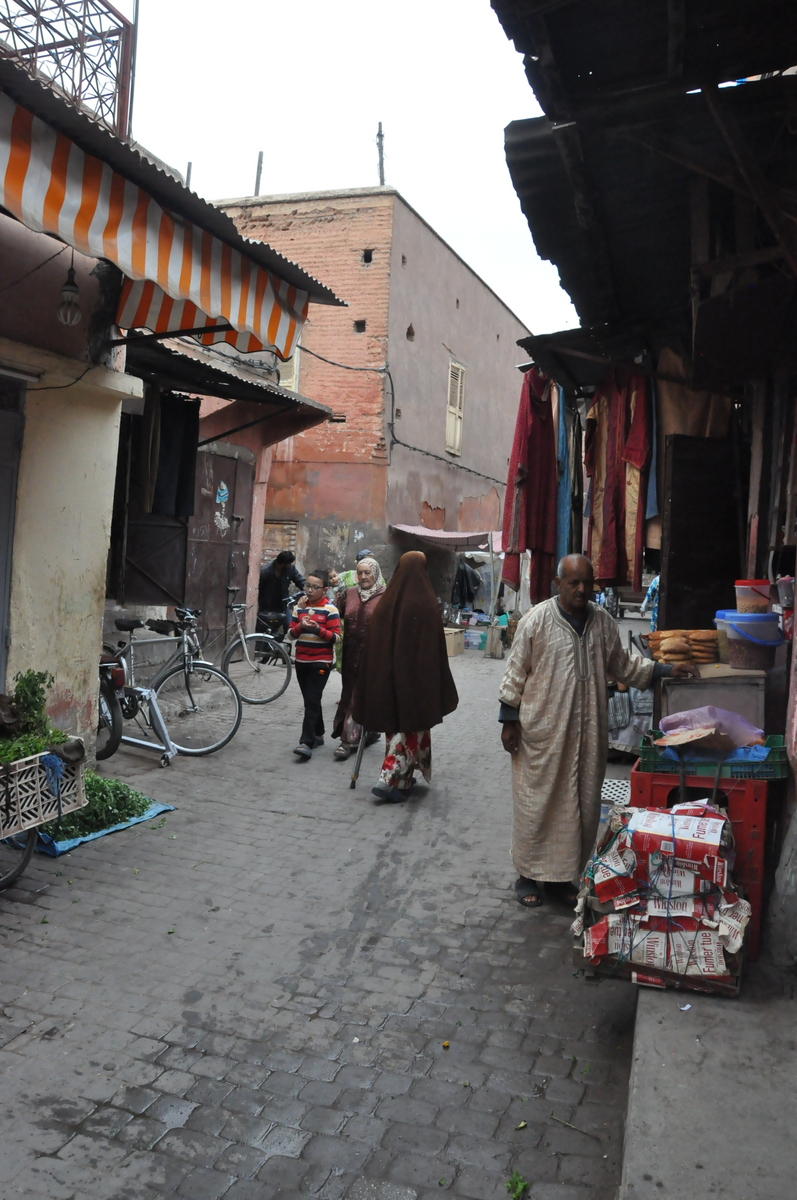
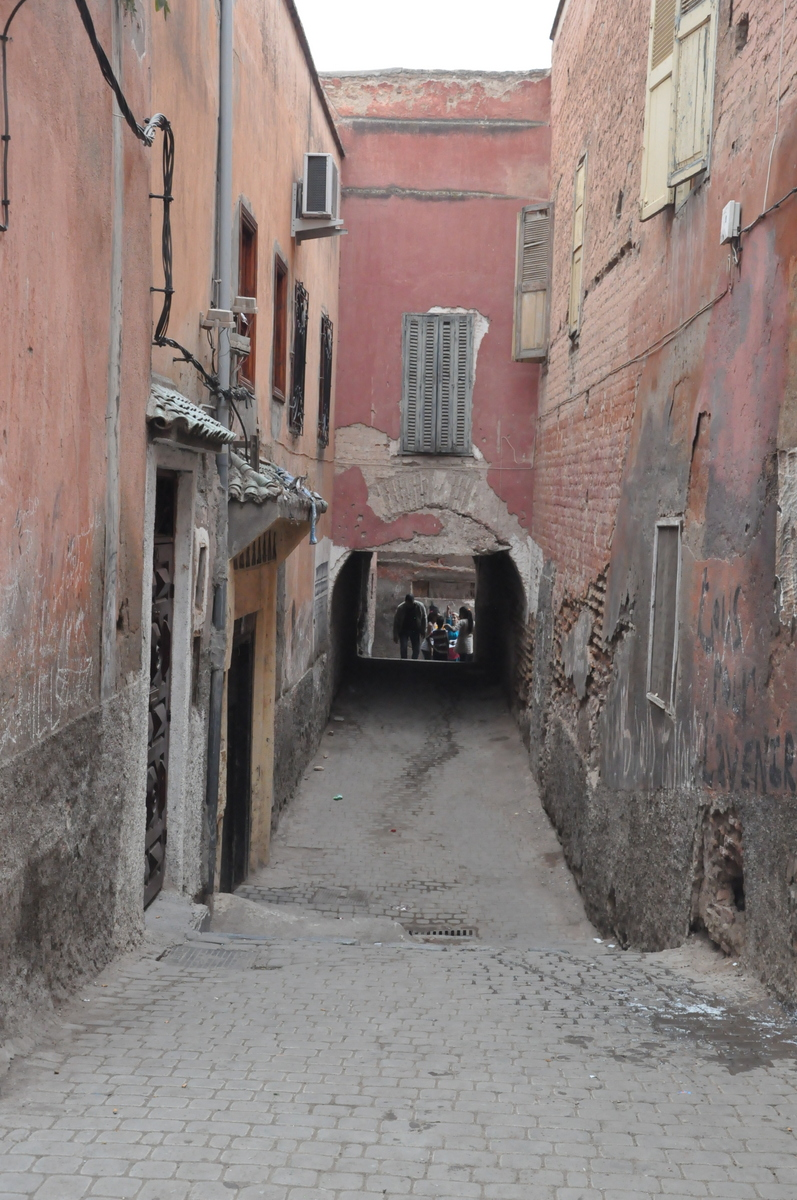
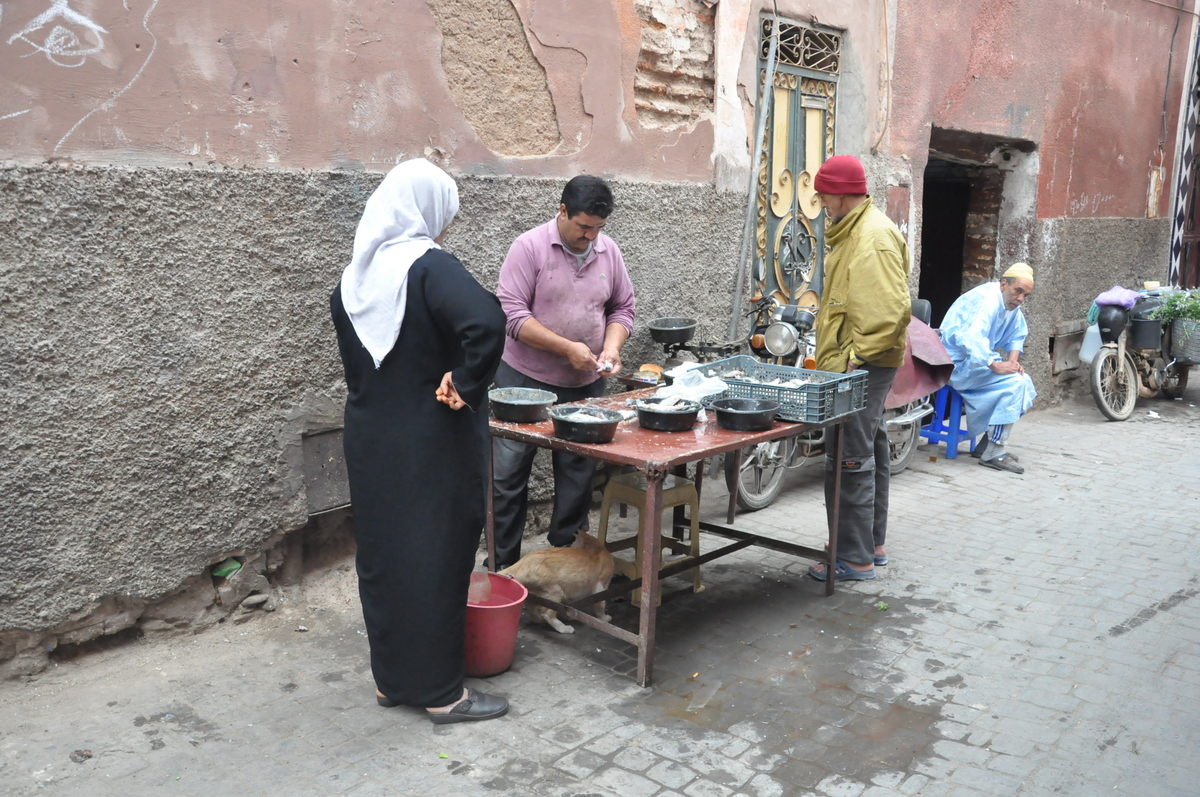